# Ciclismo ai Giochi della XXXI Olimpiade - Velocità maschile
Le gare di Velocità maschile dei Giochi della XXXI Olimpiade furono corse dal 12 al 14 agosto al Velódromo Municipal do Rio, in Brasile. La medaglia d'oro fu vinta dal britannico Jason Kenny.
Vide la partecipazione di 27 atleti provenienti da 16 nazioni diverse.

## Risultati
I migliori 18 tempi si qualificano ai sedicesimi di finale

### Round di qualificazione
| Pos. | Atleta              | Tempo  | Media oraria | Note  |
| ---- | ------------------- | ------ | ------------ | ----- |
| 1    | Jason Kenny         | 9.551  | 75.384       | Q, OR |
| 2    | Callum Skinner      | 9.703  | 74.203       | Q     |
| 3    | Matthew Glaetzer    | 9.704  | 74.196       | Q     |
| 4    | Denis Dmitriev      | 9.774  | 73.664       | Q     |
| 5    | Grégory Baugé       | 9.807  | 73.416       | Q     |
| 6    | Njisane Phillip     | 9.813  | 73.372       | Q     |
| 7    | Damian Zielinski    | 9.823  | 73.297       | Q     |
| 8    | Jeffrey Hoogland    | 9.837  | 73.193       | Q     |
| 9    | Sam Webster         | 9.880  | 72.874       | Q     |
| 10   | Edward Dawkins      | 9.895  | 72.764       | Q     |
| 11   | François Pervis     | 9.898  | 72.741       | Q     |
| 12   | Joachim Eilers      | 9.908  | 72.668       | Q     |
| 13   | Xu Chao             | 9.939  | 72.441       | Q     |
| 14   | Pavel Kelemen       | 9.969  | 72.223       | Q     |
| 15   | Rafal Sarnecki      | 9.980  | 72.144       | Q     |
| 16   | Fabián Puerta       | 9.981  | 72.137       | Q     |
| 17   | Patrick Constable   | 10.010 | 71.928       | Q     |
| 18   | Maximilian Levy     | 10.035 | 71.748       | Q     |
| 19   | Juan Peralta Gascon | 10.055 | 71.606       |       |
| 20   | Kang Dong-jin       | 10.092 | 71.343       |       |
| 21   | Theo Bos            | 10.140 | 71.005       |       |
| 22   | Im Chaebin          | 10.147 | 70.956       |       |
| 23   | Santiago Ramírez    | 10.199 | 70.595       |       |
| 24   | Hersony Canelón     | 10.239 | 70.319       |       |
| 25   | Seiichiro Nakagawa  | 10.241 | 70.305       |       |
| 26   | Nikita Shurshin     | 10.418 | 69.111       |       |
| 27   | Cesar Marcano       | 10.649 | 67.611       |       |

### Sedicesimi di finale
I vincitori di ogni batteria si qualificano per gli ottavi di finale
| Batteria | Posizione | Atleta            | Nazione           | Gap    | Note |
| -------- | --------- | ----------------- | ----------------- | ------ | ---- |
| 1        | 1         | Jason Kenny       | Gran Bretagna     |        | Q    |
| 1        | 2         | Maximilian Levy   | Germania          | +0.066 |      |
| 2        | 1         | Callum Skinner    | Gran Bretagna     |        | Q    |
| 2        | 2         | Patrick Constable | Australia         | +0.071 |      |
| 3        | 1         | Matthew Glaetzer  | Australia         |        | Q    |
| 3        | 2         | Fabian Puerta     | Polonia           | +0.058 |      |
| 4        | 1         | Denis Dmitriev    | Russia            |        | Q    |
| 4        | 2         | Rafal Sarnecki    | Polonia           | +0.036 |      |
| 5        | 1         | Grégory Baugé     | Francia           |        | Q    |
| 5        | 2         | Pavel Kelemen     | Rep. Ceca         | +0.050 |      |
| 6        | 1         | Xu Chao           | Cina              |        | Q    |
| 6        | 2         | Njisane Phillip   | Trinidad e Tobago | +0.145 |      |
| 7        | 1         | Joachim Eilers    | Germania          |        | Q    |
| 7        | 2         | Damian Zielinski  | Polonia           | +0.041 |      |
| 8        | 1         | Jeffrey Hoogland  | Paesi Bassi       |        | Q    |
| 8        | 2         | François Pervis   | Francia           | +0.052 |      |
| 9        | 1         | Sam Webster       | Nuova Zelanda     |        | Q    |
| 9        | 2         | Edward Dawkins    | Nuova Zelanda     | +0.150 |      |

### Ripescaggi sedicesimi di finale
I vincitori di ogni batteria si qualificano per gli ottavi di finale
| Batteria | Posizione | Atleta            | Nazione           | Gap    | Note |
| -------- | --------- | ----------------- | ----------------- | ------ | ---- |
| 1        | 1         | Maximilian Levy   | Germania          |        | Q    |
| 1        | 2         | Edward Dawkins    | Nuova Zelanda     | +0.024 |      |
| 1        | 3         | Njisane Phillip   | Trinidad e Tobago | +1.429 |      |
| 2        | 1         | Patrick Constable | Australia         |        | Q    |
| 2        | 2         | Damian Zielinski  | Polonia           | +0.028 |      |
| 2        | 3         | Pavel Kelemen     | Rep. Ceca         | +0.378 |      |
| 3        | 1         | Fabian Puerta     | Colombia          |        | Q    |
| 3        | 2         | Rafal Sarnecki    | Polonia           | +0.086 |      |
| 3        | 3         | François Pervis   | Francia           | +0.607 |      |

### Ottavi di finale
I vincitori di ogni batteria si qualificano per i quarti di finale
| Batteria | Posizione | Atleta            | Nazione       | Gap    | Note |
| -------- | --------- | ----------------- | ------------- | ------ | ---- |
| 1        | 1         | Jason Kenny       | Gran Bretagna |        | Q    |
| 1        | 2         | Fabian Puerta     | Colombia      | +0.109 |      |
| 2        | 1         | Callum Skinner    | Gran Bretagna |        | Q    |
| 2        | 2         | Patrick Constable | Australia     | +0.021 |      |
| 3        | 1         | Matthew Glaetzer  | Australia     |        | Q    |
| 3        | 2         | Maximilian Levy   | Germania      | +0.059 |      |
| 4        | 1         | Denis Dmitriev    | Nuova Zelanda |        | Q    |
| 4        | 2         | Sam Webster       | Francia       | +0.142 |      |
| 5        | 1         | Grégory Baugé     | Francia       |        | Q    |
| 5        | 2         | Jeffrey Hoogland  | Paesi Bassi   | +0.121 |      |
| 6        | 1         | Joachim Eilers    | Germania      |        | Q    |
| 6        | 2         | Xu Chao           | Cina          | +0.058 |      |

### Ripescaggi ottavi di finale
I vincitori di ogni batteria si qualificano per gli ottavi di finale, gli altri si qualificano alla finale per il 12º posto
| Batteria | Posizione | Atleta            | Nazione       | Gap    | Note |
| -------- | --------- | ----------------- | ------------- | ------ | ---- |
| 1        | 1         | Xu Chao           | Cina          |        | Q    |
| 1        | 2         | Sam Webster       | Nuova Zelanda | +0.048 |      |
| 1        | 3         | Fabian Puerta     | Colombia      | +0.181 |      |
| 2        | 1         | Patrick Constable | Australia     |        | Q    |
| 2        | 2         | Maximilian Levy   | Germania      | +0.100 |      |
| 2        | 3         | Jeffrey Hoogland  | Paesi Bassi   | +0.118 |      |

### Quarti di finale
I vincitori di ogni batteria si qualificano per le semifinali, gli altri si qualificano alla finale per il 5º posto
| Batteria | Posizione | Atleta            | Nazione       | Gara 1 | Gara 2 | Gara 3 | Note |
| -------- | --------- | ----------------- | ------------- | ------ | ------ | ------ | ---- |
| 1        | 1         | Jason Kenny       | Gran Bretagna | X      | X      |        | Q    |
| 1        | 2         | Patrick Constable | Australia     | +0.194 | +0.258 |        |      |
| 2        | 1         | Callum Skinner    | Gran Bretagna | X      | X      |        | Q    |
| 2        | 2         | Xu Chao           | Cina          | +0.122 | +0.200 |        |      |
| 3        | 1         | Matthew Glaetzer  | Australia     | X      | X      |        | Q    |
| 3        | 2         | Joachim Eilers    | Germania      | +0.084 | +0.049 |        |      |
| 4        | 1         | Denis Dmitriev    | Russia        | X      | X      |        | Q    |
| 4        | 2         | Grégory Baugé     | Francia       | +0.063 | +0.213 |        |      |

### Semifinale
I vincitori di ogni batteria si qualificano alla finale per l'oro, gli altri si qualificano alla finale per il bronzo
| Batteria | Posizione | Atleta           | Nazione       | Gara 1 | Gara 2 | Gara 3 | Note |
| -------- | --------- | ---------------- | ------------- | ------ | ------ | ------ | ---- |
| 1        | 1         | Jason Kenny      | Gran Bretagna | +0.043 | X      | X      | Q    |
| 1        | 2         | Denis Dmitriev   | Russia        | X      | +0.032 | +0.302 |      |
| 2        | 1         | Callum Skinner   | Gran Bretagna | X      | X      |        | Q    |
| 2        | 2         | Matthew Glaetzer | Polonia       | +0.046 | +0.057 |        |      |

### Finali

#### 9°-12°
| Posizione | Atleta           | Nazione       | Tempo  | Classifica finale |
| --------- | ---------------- | ------------- | ------ | ----------------- |
| 1         | Maximilian Levy  | Germania      | 10.275 | 9                 |
| 2         | Fabian Puerta    | Colombia      | +0.067 | 10                |
| 3         | Jeffrey Hoogland | Paesi Bassi   | +0.126 | 11                |
| 4         | Sam Webster      | Nuova Zelanda | +0.329 | 12                |

#### 5°-8°
| Posizione | Atleta            | Nazione   | Tempo  | Classifica finale |
| --------- | ----------------- | --------- | ------ | ----------------- |
| 1         | Joachim Eilers    | Germania  | 10.525 | 5                 |
| 2         | Xu Chao           | Cina      | +0.036 | 6                 |
| 3         | Grégory Baugé     | Francia   | +0.153 | 7                 |
| 4         | Patrick Constable | Australia | +0.215 | 8                 |

#### 1°-4°
| Posizione            | Atleta           | Nazione       | Gara 1 | Gara 2 | Gara 3 |
| -------------------- | ---------------- | ------------- | ------ | ------ | ------ |
| Finale per l'oro     |                  |               |        |        |        |
| 1                    | Jason Kenny      | Gran Bretagna | 10.164 | 9.916  |        |
| 2                    | Callum Skinner   | Gran Bretagna | +0.113 | +0.086 |        |
| Finale per il bronzo |                  |               |        |        |        |
| 3                    | Denis Dmitriev   | Russia        | 10.105 | 10.190 |        |
| 4                    | Matthew Glaetzer | Australia     | +0.072 | +0.044 |        |